# اس‌ام یو-۱۵۸
اس‌ام یو-۱۵۸ (به انگلیسی: SM U-158) یک زیردریایی بود که طول آن ۲۳۳ فوت ۵ اینچ (۷۱٫۱ متر) بود. این زیردریایی در سال ۱۹۱۸ ساخته شد.